# Механизам (филм из 2000)
Механизам је српски филм снимљен 2000. године који је режирао Ђорђе Милосављевић, а за који је сценарио написао Гордан Михић.

## Радња
Прича се догађа једног зимског дана у забаченој провинцији, далеко од свих великих догађаја који потресају данашњи свет. Млада жена учитељица иде у удаљено село где је добила први посао после шест година чекања. Срећна и пуна наде жели да њен живот коначно почне... 
Успут је повезе криминалац са потпуно другачијим животним циљем од њеног. Учитељица доживљава шок изазван његовим разорним и суровим понашањем.
Излаз из ситуације тражи у појави младог таксисте који се вратио из рата. Он је сличан њој. Враћа се из рата у којем, у ствари није ни учествовао јер је већ првог дана рањен и провео је у болници осам месеци. Његов први посао као таксиста на пустој железничкој станици на којој нема много путника, али нуди мир који му је потребан да превазиђе своје трауме и који буди наду да ће му се коначно догодити нешто лепо. Стицајем околности постаје актер учитељицине драме. У овом сукобу невиности и зла нико неће бити поштеђен. 
Сурова времена прете да униште снове учитељици и таксисти. Срећу човека који је млад као и они, али он има потпуно другачије циљеве у животу.
Убрзо ће се међутим испоставити како је у питању плаћени убица.

## Улоге
| Глумац             | Улога   |
| ------------------ | ------- |
| Ивана Михић        | Снежана |
| Никола Којо        | Мак     |
| Андреј Шепетковски | Марко   |
| Гордан Кичић       | Дебели  |

Остале улоге  ▼
| Глумац              | Улога     |
| ------------------- | --------- |
| Саша Али            | Црни      |
| Драган Ђорђевић     |           |
| Оливера Викторовић  | љубавница |
| Александар Драгар   | рампаџија |
| Радоје Јелић        | силеџија  |
| Небојша Кастратовић | сајџија   |
| Радован Марковић    | слепац    |
| Милан Раду          | пумпаџија |
| Бранко Видаковић    | Брик      |

## Награде
- Врњачка Бања: Специјална награда за сценарио